# Lynetteholmen
|  | Projekt under udvikling Denne artikel eller dette afsnit handler om et planlagt eller forventet projekt under udvikling. Der kan forekomme spekulativ information, og indholdet kan ændres når projektets udvikling eventuelt standses eller skrider frem og mere information bliver tilgængelig. . |

Lynetteholmen er en planlagt kunstig halvø i København. Øen skal ligge i forlængelse af Refshaleøen, og etableres af By & Havn. Ved øens færdiggørelse i år 2070 skal der være plads til 35.000 beboere. Halvøen har desuden til formål at sikre København mod stigende vandstand. 
Kritikere af projektet har peget på halvøens indvirken på natur- og dyrelivet i Østersøen. Derudover er det estimeret, at transporten af de ca. 40 millioner kubikmeter jord til halvøens fundament kan føre op imod 2,5 millioner lastbiler gennem København de næste 50 år .

## Præsentationen og politisk opbakning
Projektet blev fremlagt af statsminister Lars Løkke Rasmussen, transport-, bygnings- og boligminister Ole Birk Olesen, erhvervsminister Rasmus Jarlov og Københavns overborgmester Frank Jensen på et pressemøde i Statsministeriet den 5. oktober 2018. Kort efter præsentationen af principaftalen tilsluttede et bredt flertal i folketinget (V, LA, K, S, DF, RV og SF) sig aftalen. Den 22. november tilslutter et flertal i borgerrepræsentationen sig også aftalen (V, LA, K, S, DF, RV, SF og ALT).

## Hvad er formålet?
På pressemødet blev der præsenteret tre problemstillinger, som projektet skulle forsøge at løse med sin tilblivelse. 1. Boligmanglen i København. 2. Den trafikale gennemstrømning igennem byen. 3. Klimasikring af København mod stormfloder. (Det her valgt at inkludere jorddeponering, som en af problemstillingerne som Lynetteholmen skal forsøge at løse.)  
1. Boligmanglen i København: Ved etableringen af Lynetteholmen vil der ifølge planen være 35.000 beboere og et tilsvarende antal af arbejdspladser. Der vil helt konkret være tale om 20.000 boliger med samlet plads til 35.000 beboere, hvor 25% af disse så vil være almene boliger.[11]
2. Trafikal gennemstrømning: En etablering af en havnetunnel fra henholdsvis enten Amagermotovejen eller Øresundsmotorvejen til nord for København, for at mindske den trafikale gennemstrømning særligt ved Kgs. Nytorv. Der vil derudover også blive etableret en metroforbindelse ud til øen, for at forbinde den til resten af byen, samt være med til at finansiere projekt i kraft af billetsalg.  [11]
3. Stormflodssikring af København: Etablering af Lynetteholmen vil derudover også fungere som en stormflodssikring af København særligt fra Nord. [11]
4. Jorddeponering: Lynetteholmen vil primært blive etableret med jord fra byggeprojekter i København og Københavns omegn, en af de mest fremtrædende leverandører af jord er Metro Jord[12].

### Kritik af løsningen af problemstillingerne
Miljø- og klimaorganisationen NOAH, har især været kritisk over de problemstillinger som projektet mener det vil løse. De udarbejde selv en rapport på baggrund af VVM undersøgelsen, hvor de stærkt kritiske overfor især de 4 punkter, der blev fremlagt på det første pressemøde. 
Det er blevet foreslået, at svaret på havvandsstigninger ikke er, at flytte byen længere ud i havet, men derimod at flytte den længere ind i landet.

### Reaktioner
| Citat                                                       | En havnetunnel er ingeniørkunst fra 1960’erne og passer meget dårligt ind i et moderne byudviklingsprojekt, der først skal stå klart om 30 til 50 år. Til den tid vil bilen ikke spille nogen hovedrolle i storby som København, hvor trafikken af hensyn til klima, trængsel og luftforurening vil basere sig på kollektiv transport, cykler og gang. | Citat |
| Ninna Hedeager Olsen, Københavns Miljø- og Teknikborgmester | |       |

Klimabevægelsen anlagde retssag mod projektet, men frafaldt dog krav om byggestop. Flere kommuner syd for København udtalte sig kritisk om dumpningen af gytje midt i Køge Bugt, ligeså gjorde den svenske miljøminister. Dumpning blev aflyst i 2022.

## Finansiering af Lynetteholmen
"Ja altså – ca. 0 kr. Det koster noget at sætte de metalplader rundt om øen, som man kalder spunsning. Til gengæld modtager man penge for at tage imod jord, altså for at byggeprojekter kan komme af med jord, så får man penge af dem. Og det regner man med går stort set lige op. Så man får en gratis ø, som man så kan sælge grunde til bagefter, og det er salget af de grunde, der skal finansiere jo især havnetunnelen." Projektet bliver originalt præsenteret som et projekt, som ville kunne finansierer sig selv.  Dette er der dog blevet slået tvivl om fra bl.a. interne rapporter, som blev holdt mørklagt for folketinget inden de skulle stemme om anlæggelsesloven. "Det er meget imponerende, at de (Lars Løkke Rasmussen og Ole Birk Olesen, red.) kan sige, at indtægter og udgifter går op. Det er ikke sådan, at de siger noget forkert, da der er en chance for, at det kan betale sig selv. Jeg vurderer bare, at den ikke er særlig stor." Sådan sagde Lektor på CBS Ismir Mulalic, om præsentationen og den fortolkning der havde været af de beregninger på projektet, han selv havde været med til at udarbejde. Den rapport blev tilbageholdt selv efter medlemmer fra Enhedslisten søgte indsigt i rapporten d.17 marts 2021. De blev afvist i et svar fra Transportminister Benny Engelbrecht d.12. april,  med begrundelsen af at den var fortrolig. Først efter Enhedslisten gør opmærksom på, at det potentielt kunne være ulovligt, at tilbageholde sådanne rapporter, får de indsigt d. 17. maj 2021. Den rapport de får indsigt i er dog stærkt censureret og centrale passager om finansieringen mangler. 

## Anlæg
Anlæggelsen ventes at koste 4,2 mia. kr.
Der skal være plads til 35.000 beboere og på længere sigt lige så mange arbejdspladser, og øen skal også sikre København mod stigende vandstand.
En bombe fra 2. Verdenskrig blev fundet på stedet og sprængt.
Lynetteholmen skal bygges fra jord, der er i overskud fra andre projekter. Byggeriet er planlagt til at kunne påbegyndes fra omkring år 2035. Bydelen vil være fuldt udbygget omkring år 2070.

### Ny infrastruktur
I forbindelse med bygningen skal der etableres en østlig ringvej fra Nordhavnen til motorvejen på Amager samt en metrobetjening af området. Forundersøgelsen af ringvejen er pr. 2018 i gang.